# マンサフ

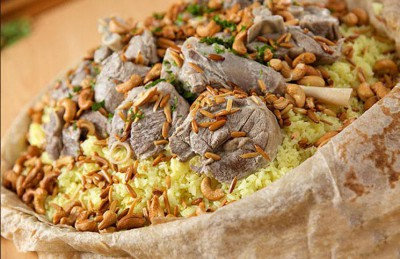
マンサフ

マンサフ（Mansaf、アラビア語: منسف）は、ヨルダンや周辺地域で食される発酵させた乾燥ヨーグルトのソースで調理した羊肉をパンや米飯、ブルグル（乾燥挽き割り小麦）の上に乗せて供する大皿料理。
元々は天幕や祝宴の会場で座って手づかみで食べる料理だが、昨今ではテーブルに置いた大皿を立ったまま囲む立食形式や座って食べる形式なども広まっている。

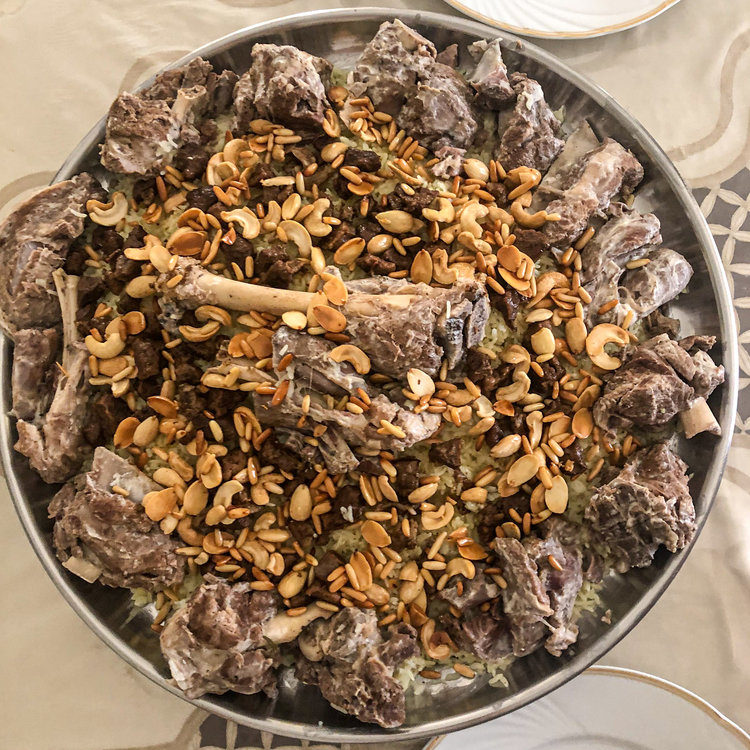
マンサフのバリエーション（ヨルダン）

## 地域
マンサフが最も食されているのはヨルダンで、伝統的なヨルダン料理のひとつ、ヨルダンの国民食としても知られている。
また、ヨルダンに近接しているパレスチナ、シリア、イラク、サウジアラビア北部にまたがる砂漠・土漠地帯の遊牧民部族社会でも食されており、それぞれパレスチナ・マンサフ、シリア・マンサフ、イラク・マンサフ、サウジ・マンサフなどと呼ばれている。

## 名称
マンサフ（منسف, mansaf）という名称の由来については諸説あるが、ヨルダンの専門家らやアラブ諸国の新聞・記事などで紹介されているのは主に以下の二つである。
説1：小麦に混ざっているごみを選り分けてから食べていたことに由来する

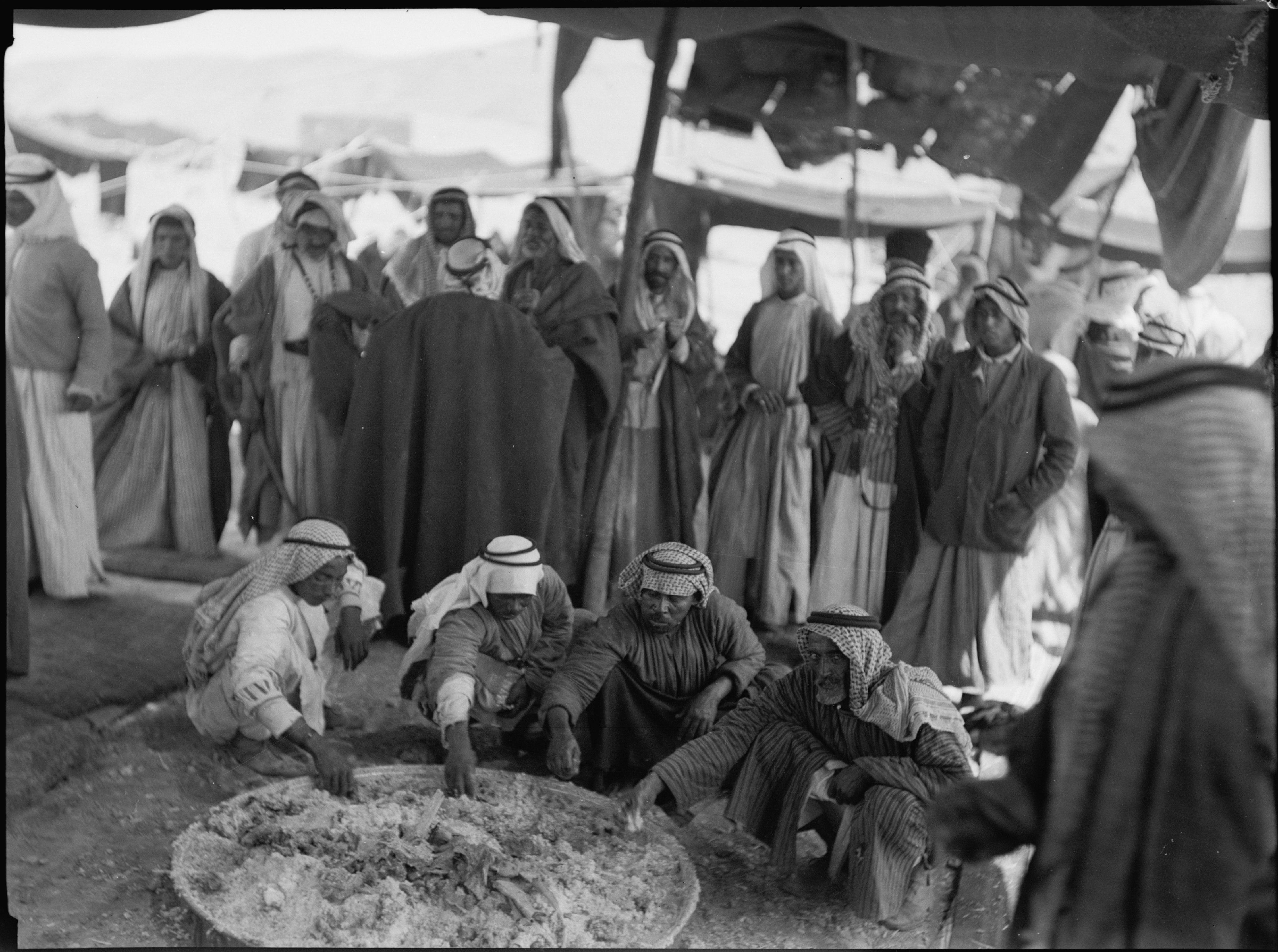
マンサフを囲むヨルダンの遊牧民たち（1930年代）

穀物を選り分けることを意味する نسف（nasafa, ナサファ, 「選り分ける（この動詞の活用形が持つ実際の意味：彼は選り分けた）」の意）、نسف（nasf, ナスフ, 「穀物を選り分けること/行為」の意）から来ている名称で、かつて高性能コンバインも無くマンサフに入れる小麦の収穫技術が高くなかった頃、小石などの異物が混入していないか（手で）選り分けて確認してから食べたことが由来だとする説。

客に出す時に安心して食べてもらうよう「أكلك منسف ونضيف」（現地口語アラビア語発音：aklak mnassaf w-nḍīf, 「あなたの食事は選り分けられきれいです」の意）の منسّف（mnassaf, 選り分けられた）から来ているという。
説2：古代モアブ王国のメシャ王に由来する

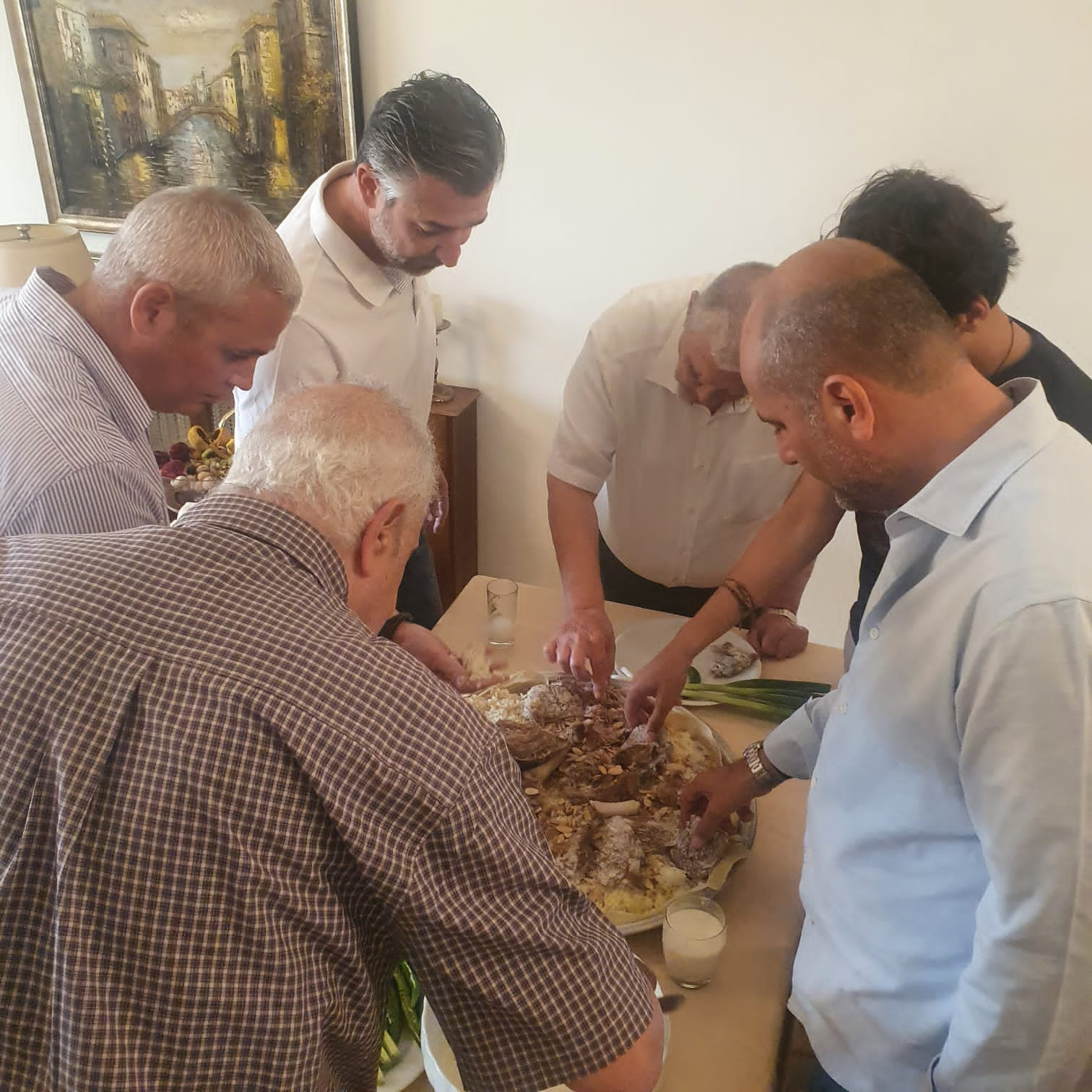
立食形式で昼食のマンサフを囲む人々（ヨルダン）

現在のヨルダン付近にかつてあったモアブのメシャ王はある時人々に肉とヨーグルトを使った料理を特定の日取りに調理するよう命じた。彼の指示と料理の内容はユダヤ教の戒律に反するものだったが、臣民全員がユダヤ教の戒律を知りながらそれに反する料理を命令通りに作ったとの報告を受けたメシャ王は宗主国イスラエルに反旗を翻すことを決意。
王がイスラエルと結んでいた協約も全て破棄した نسف（nasafa, ナサファ, ここでは「打ち壊す」といった意）ことにちなんでマンサフ（منسف, mansaf）と呼ばれるようになったという。
説3：マンサフを盛り付ける皿の名前
また上記2つ以外にも、マンサフを盛り付ける大皿の名前が由来だとする説明も見られる。
元々は文語アラビア語では منسف（minsaf, ミンサフ）と呼ばれる穀物用のふるいを指す語として存在するが、料理のマンサフを載せる皿の名称としても使われており、現地方言では منسف（mansaf, マンサフ）で料理を盛り付けるための大皿・トレーも意味。料理自体もこの名前で知られているという。

## 調理方法
羊肉は、ジャミードと呼ばれる発酵させてから乾燥させたヨーグルト製品から作られた一種のブロードで煮込まれ、大皿にマルクークないしシュラークといった種無しパンを敷いた上で米を載せ、さらにその上に肉を置き、アーモンドや松の実を飾り付けて、全体にソースをかける。バハーラートと呼ばれる調合された香辛料で、独特の風味が加えられる。

## 文化的意義
マンサフはヨルダンの部族社会における象徴的な料理で、様々な祝い事の席で食される。ヨルダンの文化においては、マンサフを供することは気前の良さ・提供者の寛大さ端的に象徴する行いともなっている。
歴史学者で人類学者のユーセフ・ガワーンメが著書『The cultural history of Jordan during the Mamluk period 1250-1517（マムルーク朝ヨルダンの文化史）』において論じているように、マンサフは、伝統的なヨルダン文化の基層にある、肉やヨーグルトが入手しやすい、農業と牧畜が結びついた生活様式を反映したものである。マンサフは結婚式や子どもの誕生、卒業、客のもてなし、さらにイード・アル＝フィトルやイード・アル＝アドハー（いずれもラマダーン明けの祝日）、クリスマス、復活祭、ヨルダン独立記念日などの祝日など、特別な行事があるときに供される。伝統的な、ベドウィン（遊牧民）や農村部の習慣では、会食する皆が大皿を取り囲み、左手を背中に回し、道具は用いず右手だけを使い、直接大皿から料理を取って食べる。ヨルダン西部のカラクは、広くマンサフの「都」と認識されている。
2022年にUNESCOの無形文化遺産に認定されている。

## 地方と変種
カラクやサルトの周辺は、ヨルダンでも最高のマンサフが供される本場とされている。この料理には、各地の味覚や環境に応じて生み出された変種がいろいろある。魚のマンサフは、ヨルダン南部の港町アカバに見られる。より都市化された、儀式性が薄い形のマンサフとして、乾燥させないヨーグルトを用いたシャクレイーエ (shakreyyeh) という料理もある。これは、羊肉の代わりに鶏肉を用いて調理され、ヨルダン北部では一般的な料理となっている。